# Courtisols

Courtisols este o comună în departamentul Marne, Franța. În 2009 avea o populație de 2,562 de locuitori.